# Коппин, Джордж Селт
Джордж Селт Коппин (англ. George Selth Coppin; 8 апреля 1819, Стейнинг, Западный Суссекс — 14 марта 1906, Ричмонд) — английский и австралийский актёр и театральный деятель. Один из основоположников австралийского театра.

## Биография
Родился 8 апреля 1819 года в семье Джорджа Селта Коппина и Элизабет Джейн, урождённой Джексон. Его отец в 19 лет бросил занятия медициной и присоединился к труппе странствующих актёров, за что был лишён наследства. В актёрской среде рос и сам Джордж, который с ранних лет начал выступать на сцене в детских ролях. С 1826 года он начал выступать вместе со своей сестрой, проявив талант комического актёра. С 16 лет стал работать самостоятельно, в основном в провинции, позднее в Дублине. В 18 лет получил ангажемент в «Вулидж-тиэтр» близ Лондона на амплуа комика-буфф; играл в водевилях и пьесах Шекспира.
В Дублине Коппин познакомился с актрисой Марией Уоткинс Барроуз (Maria Watkins Burroughs), и с 1842 года она жили вместе. В том же году Коппин принял решение покинуть Англию и отправиться в Австралию. 10 марта 1843 года они прибыли в Сидней. Там Коппин получил ангажемент в Royal Victoria Theatre, но после неудачного вложения заработанных средств был вынужден в 1845 году переехать в Хобарт, где присоединился к театральной труппе миссис Кларк. Позднее в том же году, когда Коппин перебрался в Лонсестон, бо́льшая часть труппы последовала за ним. Затем Коппин и его новая труппа отправились в Мельбурн, где играли «Школу злословия» Шеридана. В 1846 году Коппин переехал из Мельбурна в Аделаиду, где переоборудовал бильярдную комнату таверны в театр на 700 зрителей.
В 1848 году умерла Мария Барроуз, что стало большим ударом для Коппина. Вплоть до 1854 года он продолжал театральную деятельность в Австралии, но затем принял решение вернуться в Англию. В Бирмингеме он познакомился с актёром-трагиком Густавусом Воганом Бруком и пригласил его в Австралию. В 1854 году Коппин создал в Мельбурне собственную труппу, выступавшую в Королевском театре, а впоследствии открыл новый «Олимпийский театр» (Olympic Theatre), где выступал совместно с Бруком во второй половине 1850-х — начале 1860-х годов. В качестве партнёров они совместно управляли Королевским и Олимпийским театрами, где ставили оперы и драматические спектакли. В 1855 году Коппин женился на свояченице Брука Гарриет Хилсден.

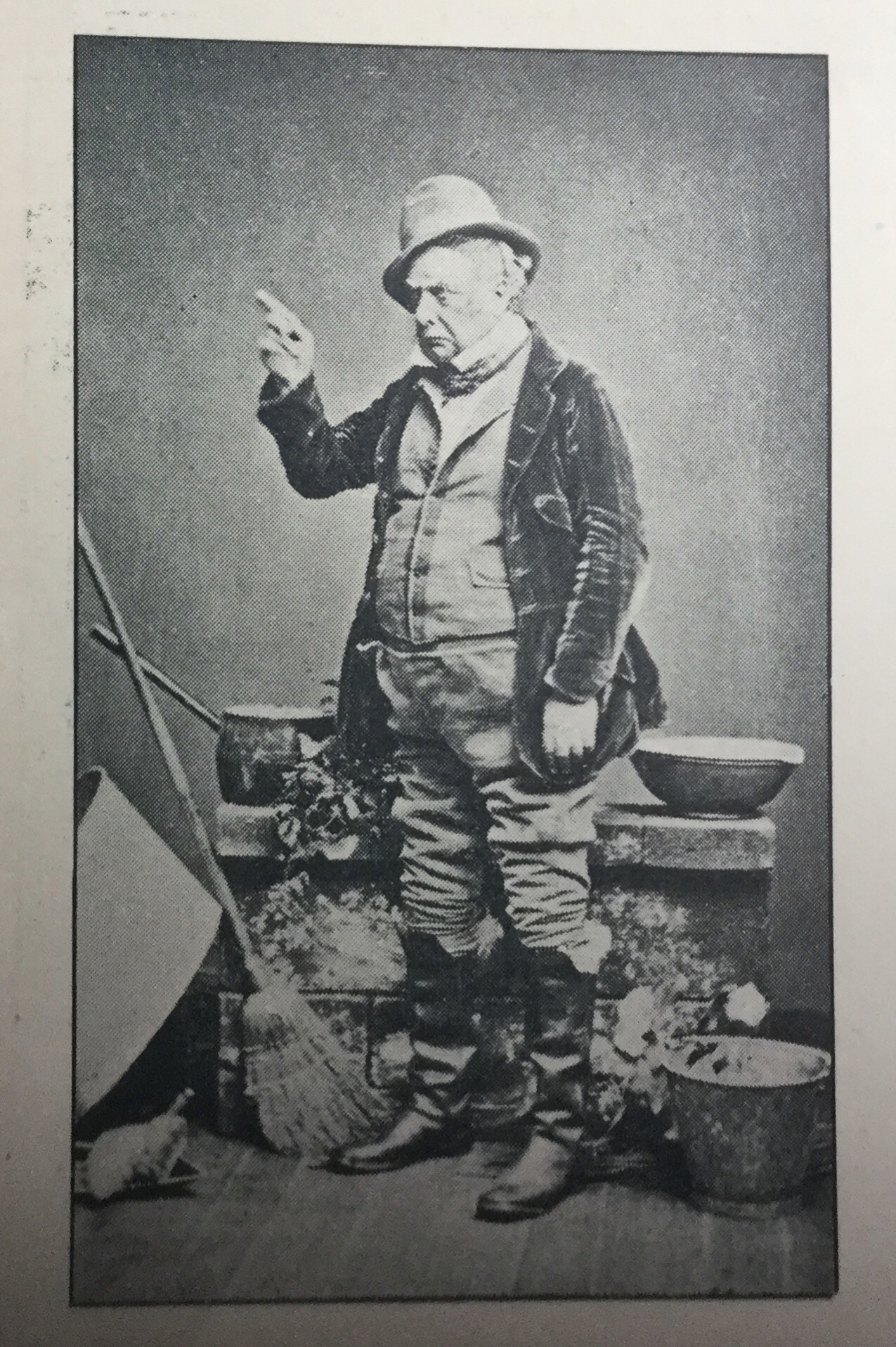
Джордж Коппин в роли Милки Уайта

В 1858 году Коппин оставил сцену и занялся политикой, став членом Муниципального совета Ричмонда. В 1859 году он также вышел из партнёрства с Бруком, хотя продолжал управлять Олимпийским театром. Однако уже в следующем году вновь взял на себя руководство Королевским театром, поскольку Брук не справлялся с ним. В 1859 году, после рождения третьего ребёнка, умерла Гарриет. В 1861 году Коппин женился на её восемнадцатилетней дочери Люси Хилсден.
В 1862 году Коппин основал в Мельбурне новый театр — «Хеймаркет». Для участия в премьерной постановке он пригласил знаменитого американского актёра Джозефа Джефферсона. В том же году он пригласил Чарльза Кина и его жену Эллен в австралийское турне: они выступали в Мельбурне, Сиднее и Балларате. В 1864 году он совершил вместе с Кином турне по США. В 1874 году Коппин пригласил из США актёра Джеймса Кассиуса Уильямсона и его жену Мэгги Мур. После дебюта в Королевском театре Уильямсон стал одним из ведущих австралийских актёров.
В 1882 году Коппин оставил сцену. В последние годы он жил в Сорренто, где у него был собственный дом. В 1906 году, после долгой болезни, он вернулся в Ричмонд близ Мельбурна, где и умер 14 марта того же года. Жена пережила его; у него также остались двое сыновей и пять дочерей и две дочери от первого брака.
В своей игре Коппин сочетал приёмы буффонады и гротеска с глубоким проникновением в психологию создаваемого образа. Среди его ролей — Питер Тизл в «Школе злословия», полковник Дамас в «Лионской красавице» Булвер-Литтона, Моулд в «Не такой уж он дурак, каким кажется» Байрона, дон Сезар де Базан в «Рюи Блазе» Гюго и пр. Джордж Коппин сыграл важную роль в развитии и становлении австралийского театра и воспитал много молодых актёров.